# HMS Blanche (H47)
«Бланш» (англ. HMS Blanche (H47) — військовий корабель, ескадрений міноносець типу «B» Королівського військово-морського флоту Великої Британії за часів Другої світової війни.

## Історія створення
Ескадрений міноносець «Бланш» був закладений 4 березня 1929 року на верфі компанії Hawthorn Leslie and Company у Геббурні. 23 вересня 1930 року він був спущений на воду, а 14 лютого 1931 року увійшов до складу Королівських ВМС Великої Британії.

## Історія служби
13 листопада 1939 року під час руху із сістер-шипом «Базіліск» і мінним загороджувачем «Едвенчур», підірвався на мінному полі, встановленому німецькими есмінцями Z20 «Карл Гальстер», Z18 «Ганс Людеманн», Z19 «Германн Кюнне» та Z21 «Вільгельм Гайдкамп», в естуарії Темзи та затонув. Перший британський есмінець, утрачений під час війни.